# Festival de la culture juive de Silésie
Le Festival de la culture juive de Silésie était un événement culturel à l'initiative de l'association Pro-Kulturamedia. Le festival vise à rapprocher la culture juive des habitants de la voïvodie de Silésie à travers diverses activités sociales et culturelles. Le festival comprend des conférences, des concerts, des promenades, des marathons de cinéma, des expositions photographiques, des ateliers et des jeux urbains.

## Première édition (2012)
La première édition du festival s'est tenue du 1er au 5 octobre 2012 dans cinq villes de la voïvodie de Silésie - Bielsko-Biała, Gliwice, Katowice, Będzin et Zabrze.  Le festival a reçu le soutien financier de la ville de Katowice.
Au cours du festival, dix-huit événements ont eu lieu dont des concerts de Max Klezmer Band, Neoklez et un concert du groupe de théâtre musical Hamesh, des conférences sur la culture et la vie juives, des promenades sur les traces du passé juif à Bielsko-Biała et Będzin, des ateliers photographiques en plein air à Będzin, des ateliers de danse juive par le groupe Klezmer de Cieszyn, un jeu en ville, un cinéma juif et l'ouverture de l'exposition "Visages de la résistance, photos de guerre de Faye Schulman, une partisane juive". Il y eut également quelques prestations off dont celle du duo "Ad Libitum" lors de la visite du passé juif de la ville de Będzin. 
Au total, près de deux mille personnes ont assisté aux prestations de ce festival de cinq jours.

## Deuxième édition (2013[8])
La deuxième édition du festival se déroulé du 7 au 11 octobre 2013. Elle couvre Katowice, Gliwice et Bielsko-Biała. 
Dans le cadre de cette seconde édition, entre autres prestations, les vernissages de deux expositions : "Illustration d'enfants israéliens" présentant les œuvres des plus grands graphistes israéliens, à savoir Gilad Soffer, Naama Benziman, Avner Katz ou Rinat Hoffer et "Le Mur des lamentations" de Michal Ronnen Safdie à la galerie Negatyw de Katowice. Les expositions sont préparées en coopération avec l'ambassade d'Israël à Varsovie, avec laquelle les organisateurs du festival ont établi une coopération. En outre, il y a un certain nombre de conférences, la lecture de littérature juive et des ateliers culinaires. Le marathon de films présente entre autres, Boulevard Franz Waxman de Marek Kosma-Cieślińsk, un film franco-israélien "Au bout du monde à gauche" de Avi Nesher, "Aviva, My love" de Shimon "Shemi" Zarhin.
Cinq groupes ont joué sur la scène du festival : un groupe de Kiev le Puchkin Klezmer Band, Neoklez, Kroke, "Shofar" Trzaska, Rogiński, Moretti ainsi que Sean Noonan dans le projet musical "A gambler’s hand".